# Siriaky
Siriaky (ukr. Сіряки) – wieś na Ukrainie, w obwodzie charkowskim, w rejonie dergackim. W 2001 roku liczyła 322 mieszkańców.
Pierwsza wzmianka o miejscowości pochodzi z 1650 roku.